# Udaya lucaris
Udaya lucaris är en tvåvingeart som beskrevs av James David Macdonald och Mattingly 1960. Udaya lucaris ingår i släktet Udaya och familjen stickmyggor. Inga underarter finns listade i Catalogue of Life.